# Иван Влахов
Иван Диков Влахов е деец на българското националноосвободително движение, народен представител в Учредителното събрание, в I ВНС, IV ОНС, III ВНС, IV ВНС, търговец.

## Биография
Иван Диков Влахов е роден в с. Гложене, Тетевенско, през 1844 г. (или 1847). Родителите му Дико Йотов Влахов и Дона Витанова Йотова (Диковица Влахова) имат шест деца: Иван, Пена, Дако, Кина, Никола и Витан. Когато през 1870 г. Васил Левски основава в Гложене местния революционен комитет, цялото семейство (освен невръстните Никола и Витан), се включва в дейността му. Бащата Дико и майката Дона, синовете Иван и Дако са членове на комитета. Сестрата Кина, според някои източници, също. Тя се сгодява през 1872 г., в навечерието на Арабаконашкия обир, за Васил Йонков – Гложенеца, но след ареста и осъждането му на 15 години каторга в Арганамаденските рудници се омъжва за друг член на комитета – Христо Начев-Инджето. Сестрата Пена е омъжена също за член на революционния комитет – Христо Милчев Бояджиев, чиито брат и баща също са участници в комитета. Васил Левски е нощувал в къщата и на Дико Влахов, и на Иван Диков Влахов. След предателството на Димитър Общи и ареста на Васил Йонков гложенците (вкл. и Иван Д. Влахов) избягват ареста чрез подкупване на турския служител и унищожаване на попадналите в турците документи. Дако Диков Влахов (монах Данаил от Гложенския манастир) разказва в писмо до Димитър Страшимиров подробности: „Къде е слизал Левски в Гложене. Съучастници в Гложене. Как е станало предателството. За постоянството на Левски и Васил Йонков. Как се освободили другите гложенци от арест.“

## След Освобождението
След Берлинския конгрес през лятото на 1878 г. Гложене влиза в границите на Княжество България. За свой представител в Учредителното събрание в Търново (10 февруари 1879 – 16 април 1879) хората от района изпращат Иван Диков Влахов – избран чрез пряк вот от народа (т. нар. изборна квота) за народен представител от Ловчански окръг на Търновската губерния.
Името му фигурира в документите на Учредителното събрание:
- в „Списък на членовете на Търновското народно събрание за разглеждане на Органическия устав“.[13]
- под Протокол № 1 от откриването на Учредителното събрание.[14] Запазен е саморъчният му подпис.[15]
- под Търновската конституция (Органически устав на Княжество България). Запазен е саморъчният му подпис.[16]

На първия документ той фигурира като Иванчо Диков, на втория – като Иван Диков, а под Търновската конституция се подписва с трите си имена – Иванчо Д. Влахов.
Снимки на Иван Диков Влахов виждаме на две места – в представителното табло със снимки на всички депутати и на снимката „Народните представители от Ловчанския окръг за Учредителното и за първото велико народно събрание“
Иван Диков Влахов е народен представител в Първото велико народно събрание (17 април 1879 – 16 юни 1879).
Народен представител в Четвъртото обикновено народно събрание в Търново (27 юни 1884 – 6 септември 1886). В стенографските дневници е записан като Иван Диков.
Народен представител в Третото велико народно събрание (19 октомври 1886 – 1 ноември 1887) – от Тетевенска околия, Ловешко окръжие е избран Иван Д. Влахов от Гложене, земеделец.
Народен представител в Четвъртото велико народно събрание (3 май – 17 май 1893) – от Тетевенска околия, Ловешко окръжие, е избран Иван Диков Влахов от Гложене, земеделец.

## Семейство
Иван Диков Влахов е женен за Пена Нинова (Иваница Влахова) от Гложене, Тетевенско.
През 1871 им се ражда син. Дако Иванов Влахов (6 април 1871 – 6 август 1900) завършва Реална гимназия в София (1890). Става строителен инженер – следвал в Техническия университет Виена (1890 – 1891), завършил образованието си (1895) в Техническия университет в Цюрих, Швейцария (тогава: Федерално политехническо висше училище). От 1895 г. Дако Иванов Влахов работи като инженер за проучвания на жп трасета в българско Министерство на обществените сгради, пътищата и съобщенията. Той е съветник на секционния инженер на жп отсечката Роман – Плевен. Инженер Дако Иванов Влахов загива при жп катастрофа – сблъсък на два влака между гарите Плевен и Ясен. Загива от получените тежки изгаряния. Музеят на транспорта в Русе разполага с експертна информация за случилото се.
Иван Диков Влахов има и дъщеря Дона (1873 – 1877). Още дете, тя е убита от черкезки куршум на чардака на къщата им в Гложене.
Други деца не е имал. Той и жена му отглеждат в семейството си и едно момиче, помощница в домакинството, но приемано почти като дъщеря – и то с име Пена. През 1903 г., след смъртта на сина им Дако, Иван Д. Влахов и жена му Пена осиновяват едно от децата на брат му Дако Д. Влахов (монах Данаил) – Иван. Вероятно мъката на семейството по загиналите деца, желанието да имат наследник, както и решението на брата Дако Д. Влахов след смъртта на съпругата си да стане монах в Гложенския манастир, са причината за това те да приемат като свое вече 15-годишното дете.
Иван Диков Влахов умира на 15 август 1919 г. в с. Гложене.